# Skull Mountain
Skull Mountain is een stalen overdekte achtbaan in het attractiepark Six Flags Great Adventure in New Jersey (Verenigde Staten). Skull Mountain is een familie-achtbaan gebouwd door Intamin AG in de lente van 1996.

## Veiligheid
Skull Mountain staat bekend als de veiligste achtbaan van het park. Voor het seizoen 2008 is de donkere hal iets lichter gemaakt voor de veiligheid.